# Boxlohe 5

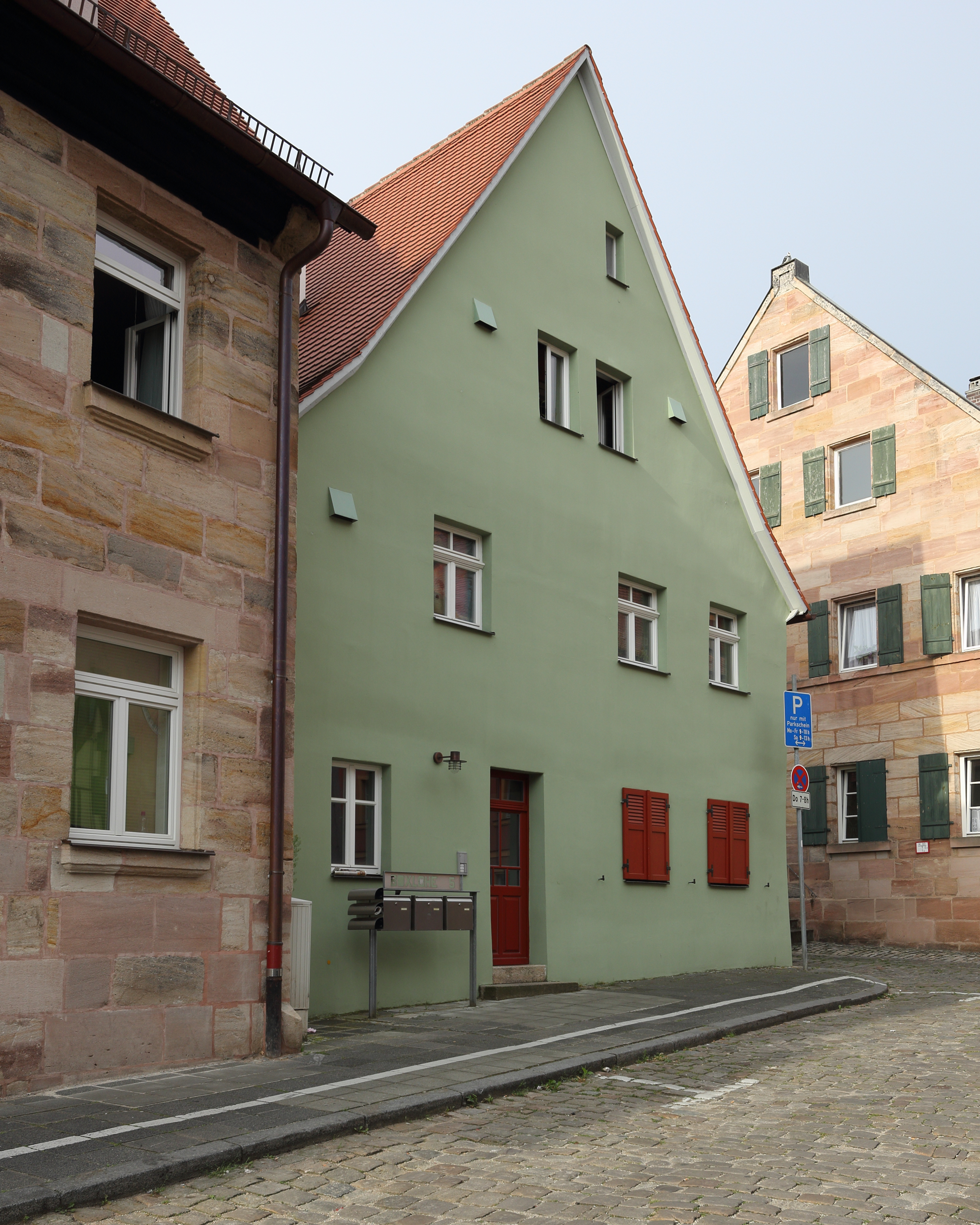
Handwerkerhaus in Schwabach (2012)

Das Gebäude Boxlohe 5 in Schwabach, einer kreisfreien Stadt in Mittelfranken in Bayern, stammt im Kern aus dem Spätmittelalter. Das Handwerkerhaus an der Westgrenze der Altstadt, ursprünglich als Wohnhaus und Gewerbebetrieb genutzt, ist ein geschütztes Baudenkmal.
Das heutige Wohnhaus mit drei Wohneinheiten in Ecklage ist ein giebelständiger und verputzter Steilsatteldachbau mit Sandsteinerdgeschoss und Fachwerkobergeschoss und -giebel. Das Dachwerk wurde dendrologisch auf das Jahr 1536 datiert. Nach einem Brand wurde das Gebäude 1821 teilweise erneuert.
Nach umfassenden Renovierungsarbeiten erhielt der Eigentümer, die gemeinnützige Wohnungsbaugesellschaft der Stadt Schwabach, im Jahr 2008 den Bayerischen Denkmalpflegepreis in der Kategorie Private Bauwerke.